# Edlach an der Rax
Edlach an der Rax ist eine Ortschaft in der Gemeinde Reichenau an der Rax im Bezirk Neunkirchen in Niederösterreich.

## Geografie
Der heutige Luftkurort liegt am Südhang von Rax und Schneeberg an der Landesstraße L135. Durch den Ort fließt der Preiner Bach.

## Geschichte
Begünstigt durch die nahen Erzlagerstätten am Knappenberg und den Reichtum an Holz und Wasser war der Ort bereits im frühen Mittelalter ein Standort der Eisenverarbeitung. Ab dem späten 17. Jahrhundert begann das Stift Neuberg, den Knappenberg bergmännisch aufzuarbeiten und trieb 22 Stollen in den Berg und im 18. Jahrhundert wurde das Roheisen in einem Floßofen in Edlach verarbeitet. Nach der Aufhebung des Klosters erwarb die Innerberger Hauptgewerkschaft den Betrieb. Der Ort bestand damals aus einigen verstreuten Gebäuden und wurde dominiert vom Eisenwerk, das aus einem Schmelzofen, einem Röstofen, einem Kohlbarren, einem Pochwerk und einem Schmelzerhaus bestand. Der Schmelzofen wurde 1793 erhöht und noch mehr Blech, Roh- und Scharsacheisen sowie Streckeisen erzeugt. Die Produktionsstätten wurden 1798 von der Wiener Neustädter Kanal- und Bergbaugesellschaft erworben, wurde aber im beginnenden 19. Jahrhundert nurmehr fallweise zur Roheisenproduktion verwendet, stand später dem Hammergewerken Grießmayer zur Verfügung und wurde ab 1817 mehrmals verkauft, bis 1840 Ignaz Stadler die Anlage erweiterte und Räder und Achsen für die Eisenbahn herstellte. Im Jahr 1862 wurde das Werk wegen Überschuldung geschlossen und die Anlagen abgetragen.
Nach dem Niedergang der Eisenindustrie und dem Aufstieg von Reichenau zum noblen Kurort wurde auch Edlach für den Tourismus entdeckt und in Sichtweite zur Villa Wartholz allmählich Hotels und Villen errichtet. Zur Jahrhundertwende kamen auch eine Kaltwasserheilanstalt und ein Sanatorium hinzu.

## Sehenswürdigkeiten
- Katholische Pfarrkirche Edlach an der Rax Heiliger Geist
- Strandbad Edlach, auch Alpenstrandbad Edlach ein 1928 eröffnetes und 2020 wieder eröffnetes Freibad

## Persönlichkeiten
- Albert Konried (eigentlich: Albert Kohn, 1867–1918), Arzt, 1898/99 Gründer und Eigentümer der Kaltwasserheilanstalt Edlach sowie des Sanatoriums Edlach
- Johann Ledolter (* 1950), Hotelier, Politiker und ehemaliger Abgeordneter zum Bundesrat